# Burgmannshof

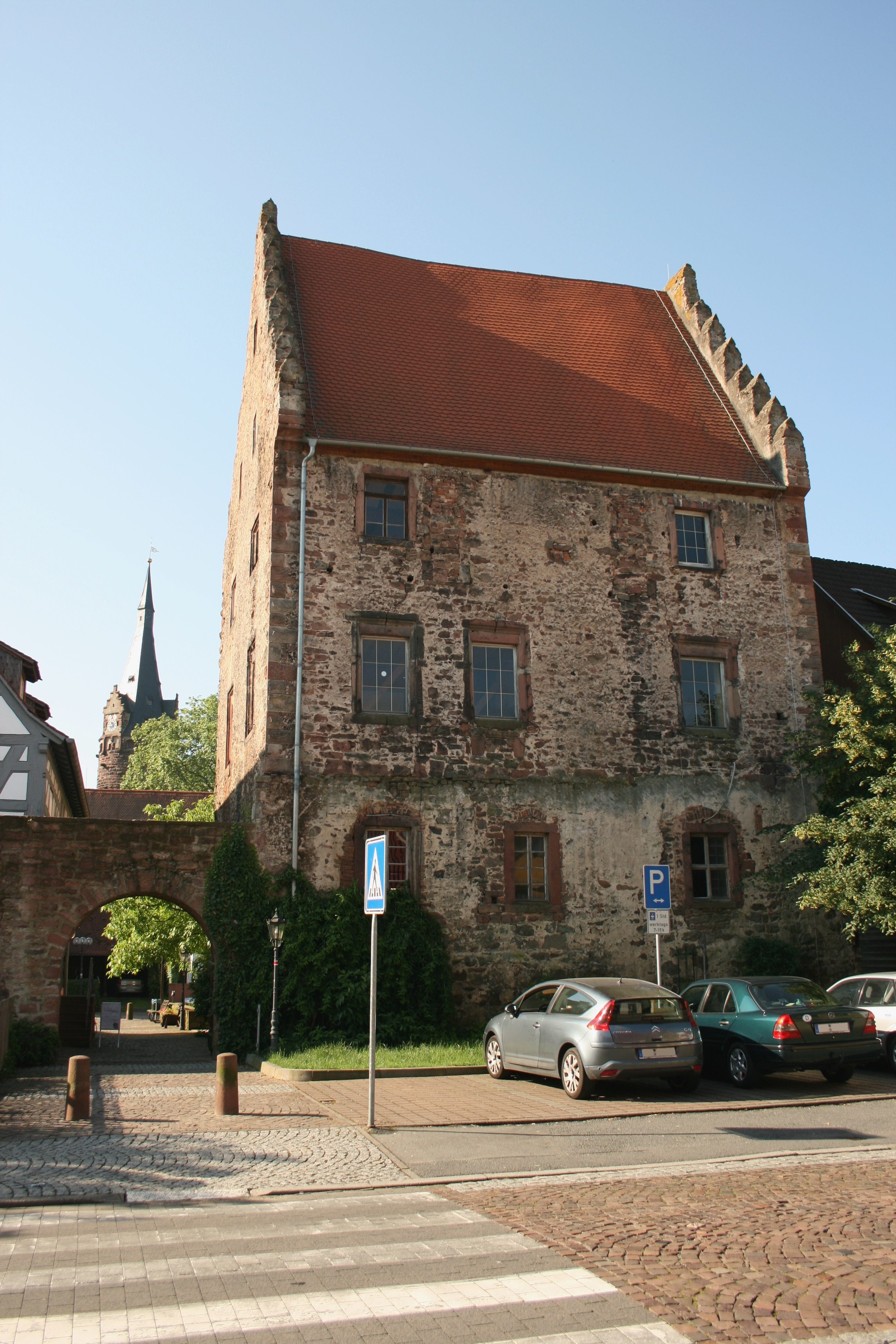
Das Templerhaus in Erbach (Odenwald) ist ein spätmittelalterlicher Burgmannshof von ca. 1370/80

Ein Burgmannshof oder Burgmannenhof bzw. Burgmannenhaus wurde vom jeweiligen Burgherrn oder Landesherrn in Städten mit Festungscharakter auf oder neben größeren Burgen des Hochadels oder königlichen Burgen als Wohnsitz eines niederadligen Burgmannes oder einer Burgmannenfamilie angelegt. Die Höfe lagen oft in einer Vorburg oder in der Stadt in der Nähe oder direkt an der Stadtmauer. Teilweise dienten sie selbst zu Verteidigungszwecken. Oft waren in einem eigenen Stadtviertel für die Burgleute – mit besonderer Gerichtsbarkeit – mehrere Burgmannenhöfe verschiedener Familien angesiedelt.

## Beschreibung
Die Burgmannen zählten zu den Ministerialen, das heißt, ihnen unterlag die Hofhaltung, Verwaltung, und sie wurden zu Verteidigungs- sowie Kriegsdiensten hergezogen. Zum Teil waren sie auch für die Abhaltung der „Gerichtstage“ in der Stadt verantwortlich. Aus den Ministerialen entstand zum Teil der niedere Adel. Für ihre Leistungen und Dienste bei der Besitzverwaltung ihrer Herren sowie in deren Ritterheeren erhielten sie ein Dienstgut oder Lehen, das sie dann im Laufe der Zeit auch verkaufen oder vererben konnten, allerdings immer mit Genehmigung des Lehnsherrn. Anders als ländliche Lehnsburgen lagen die Burgmannshöfe häufig innerhalb von Stadtmauern, an deren Wachtpflichten sie beteiligt waren.
Bis ins 19. Jahrhundert hinein behielten die Burgmannshöfe ihre Freiheit von allen städtischen Lasten (in der frühen Neuzeit daher als Freihof bezeichnet, seit der Barockzeit – unter Beibehaltung der Freiheiten – abgelöst von den Stadtpalais. Bei Neubauten oder Neuerwerbungen mussten diese Freiheiten aber beim Landesherrn förmlich beantragt werden.)
Bei den heute noch als „Burgmannshöfe“ bezeichneten Gebäuden handelt es sich aber meist nur um neuzeitliche Nachfolgebauten der mittelalterlichen Höfe, an denen jedoch diese Rechte immer noch hingen. In manchen Orten erinnern nur noch überlieferte Bezeichnungen örtlich an die Burgmannensitze, so hat sich in Glauchau die Bezeichnung Wehrdigt (Wehrstraße) für das Areal unter der ehemaligen Burg Glauchau bis heute erhalten.

## Beispiele
Burgen mit Resten von Burgmannensitzen sind:
- Burg Salzburg, Bad Neustadt an der Saale, Bayern: Sieben Burgmannensitze innerhalb der Ringmauer der bischöflich-würzburgischen Burganlage (Vogt, Schultheiss und fünf weitere Burgmannen)
- Burg Bernstein (Elsass), Dambach-la-Ville, Frankreich
- Burg Girbaden, Mollkirch, um 1220, Frankreich

Burgmannenhäuser sind unter anderem:
- Burgmannenhaus (Aremberg), Aremberg, Landkreis Ahrweiler, Rheinland-Pfalz
- „Gotisches Haus“ in Burgheßler, Thüringen
- Burgmannenhaus Pavey, Erbach im Odenwald
- Burgmannenhaus der Familie von Habern, Erbach im Odenwald
- Issumer Turm, Krefeld, OT. Linn
- Burggüter der Stadt Kulmbach, Kulmbach
- „Romanisches Haus“ in der Pfalz Wimpfen

Orte mit Burgmannshöfen sind insbesondere:
- Bad Salzungen, u. a. Haunscher Hof
- Burgmannshof Bassum
- Erbach (Odenwald)
- Friedberg (Hessen), auf dem Gelände der Reichsburg zahlreiche Burgmannenhöfe der Burggrafschaft Friedberg
- Gieboldehausen (mit mehreren Burgmannssitzen, u. a. Schloss Gieboldehausen)
- Haselünne (ursprünglich 22 Burgmannshöfe)
- Horstmar
- Kamen (u. a. Galenhof)
- Kelbra (Kyffhäuser), mindestens ein Hof erhalten
- Lübbecke (einst 16 Burgmannshöfe, davon 2 erhalten, u. a. Burgmannshof von der Recke)
- Nienborg
- Quakenbrück (einst 10 Burgmannshöfe, davon 3 erhalten)
- Rauschenberg
- Wandersleben, Teile des Burgmannenhofes mit restauriertem Wohnturm, Thüringen
- Westerburg (einst 20 Burgmannenhäuser)

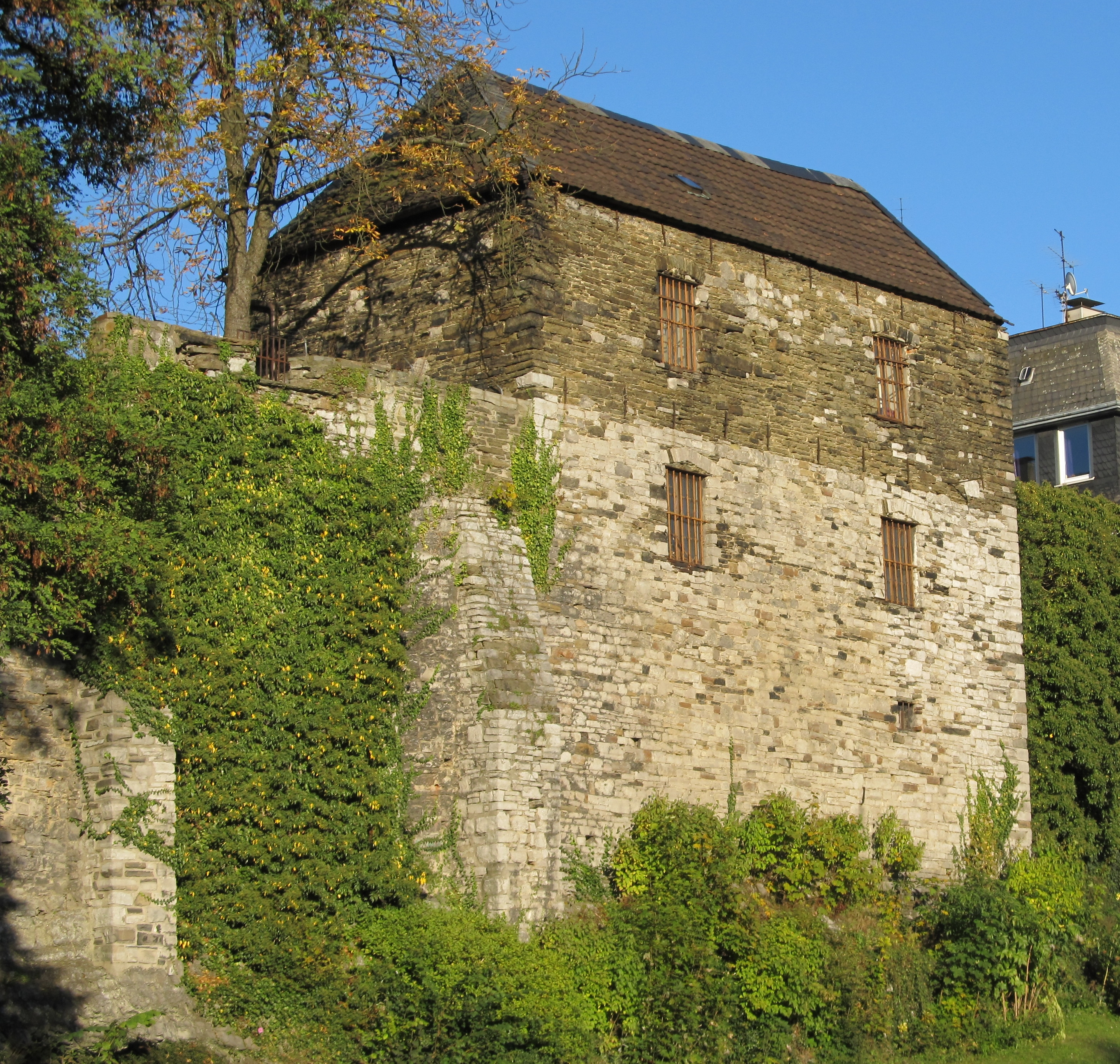
Der Burgmannshof in Iserlohn hat seinen hochmittelalterlichen Charakter aus dem 13. Jahrhundert bewahrt
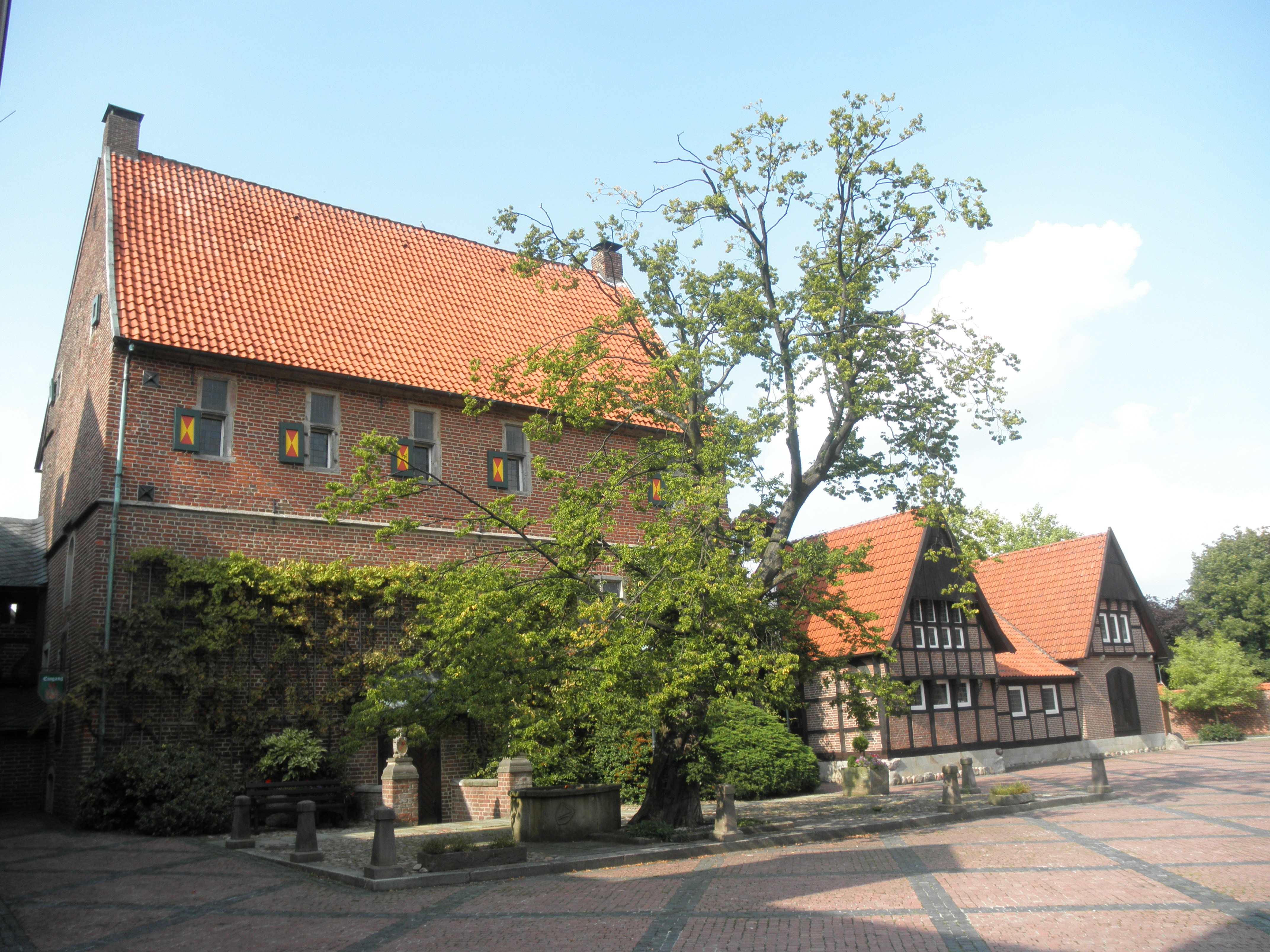
Westerholt'scher Burgmannshof in Haselünne (Ende 14. Jahrhundert)
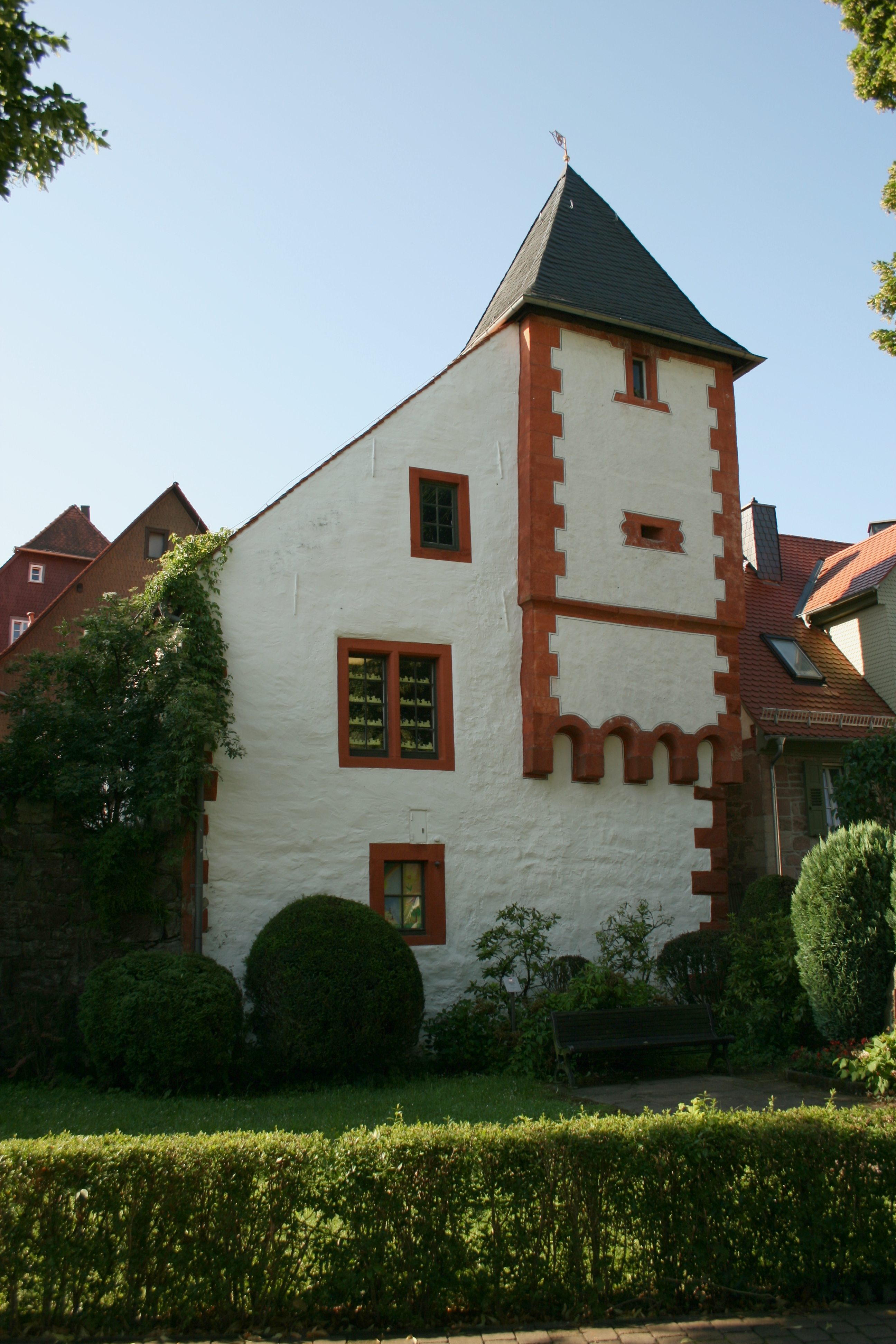
Burgmannenhaus Pavey in Erbach (Odenwald) (um 1430)
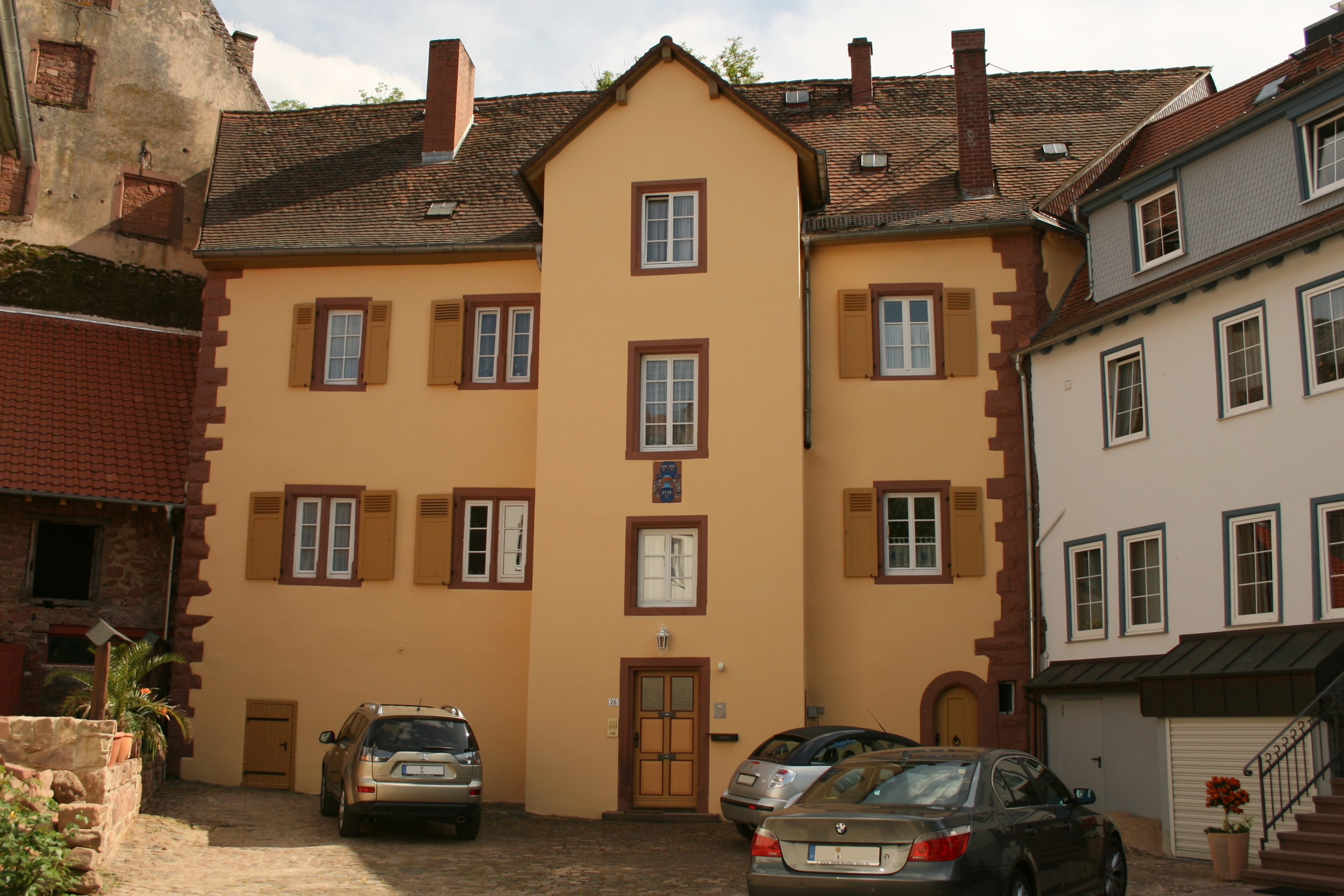
Habermannsburg in Erbach (Odenwald) (15./16. Jahrhundert)
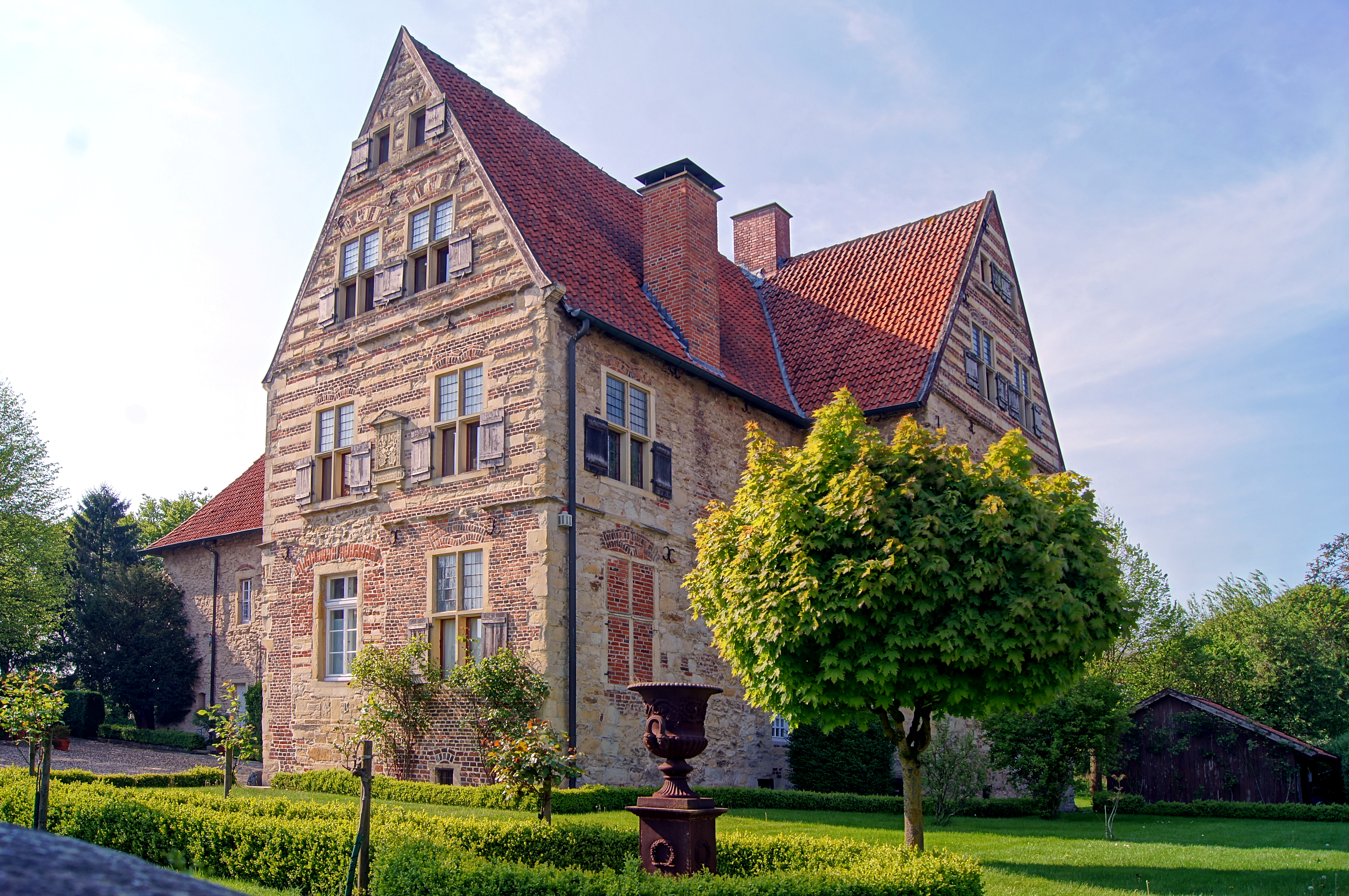
Merveldter Hof in Horstmar (1561)
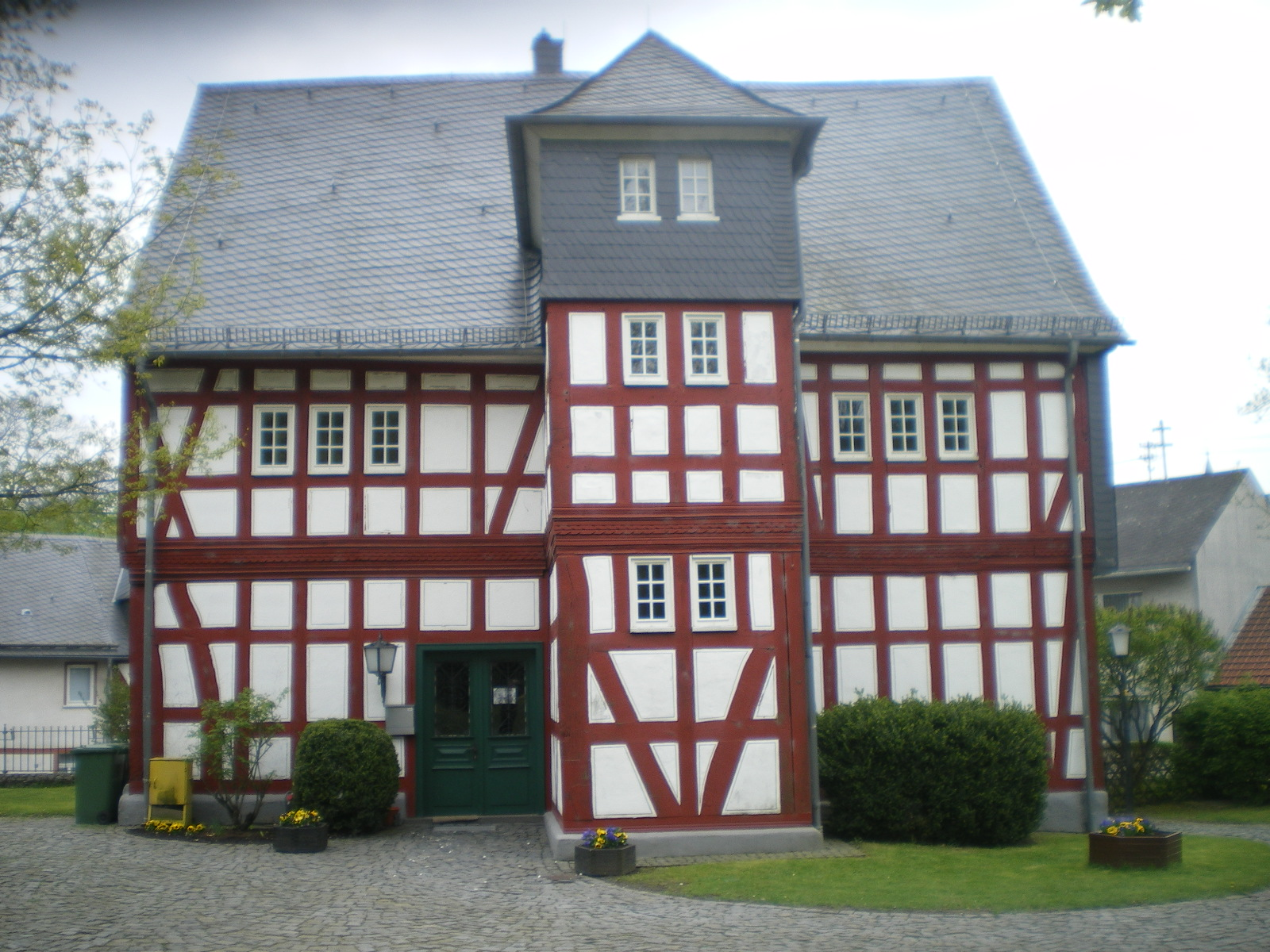
Burgmannenhaus in Westerburg (1607)
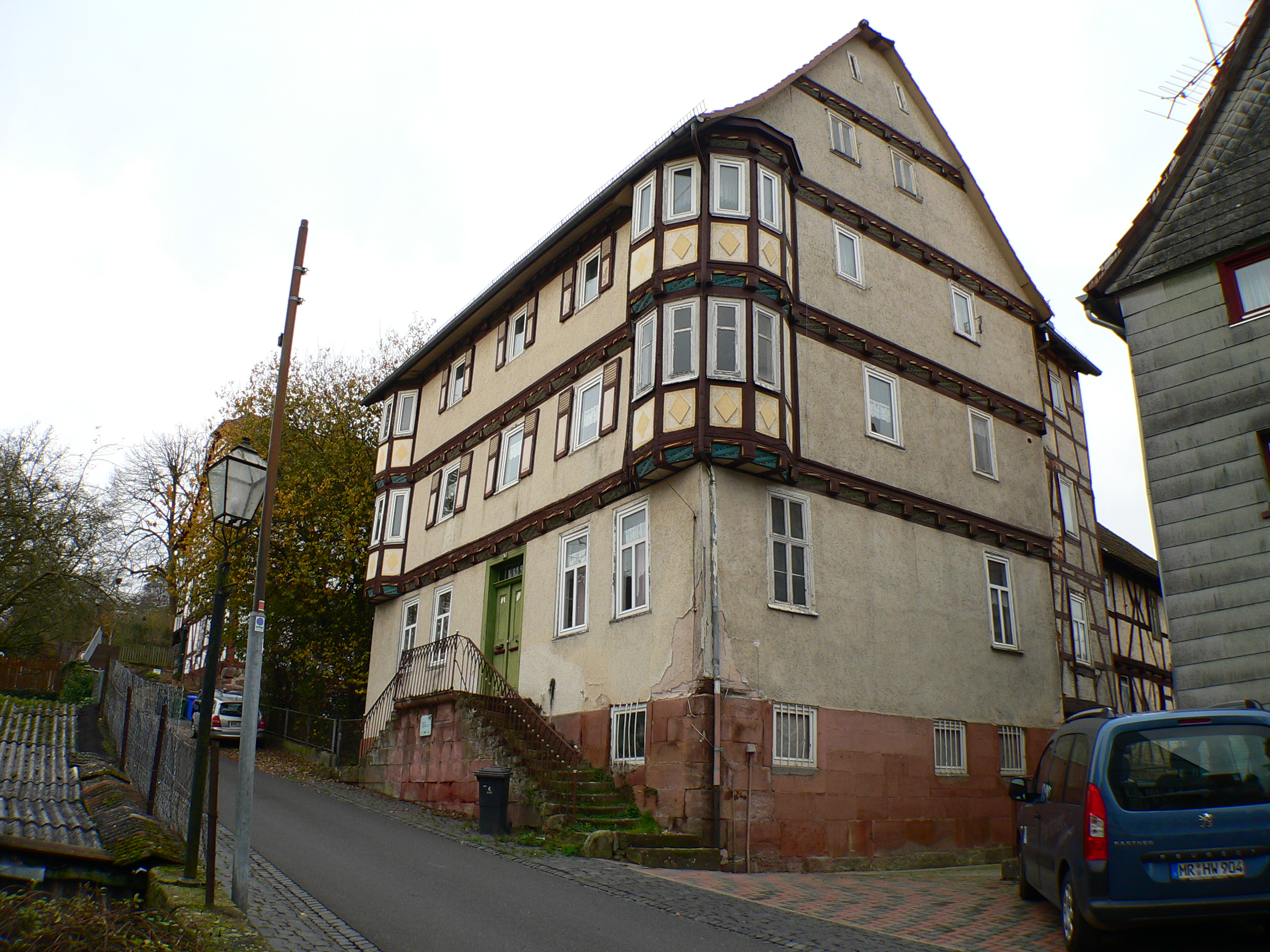
Burgmannenhaus Rauschenberg (um 1600, nach Zerstörung 1646 neu errichtet)
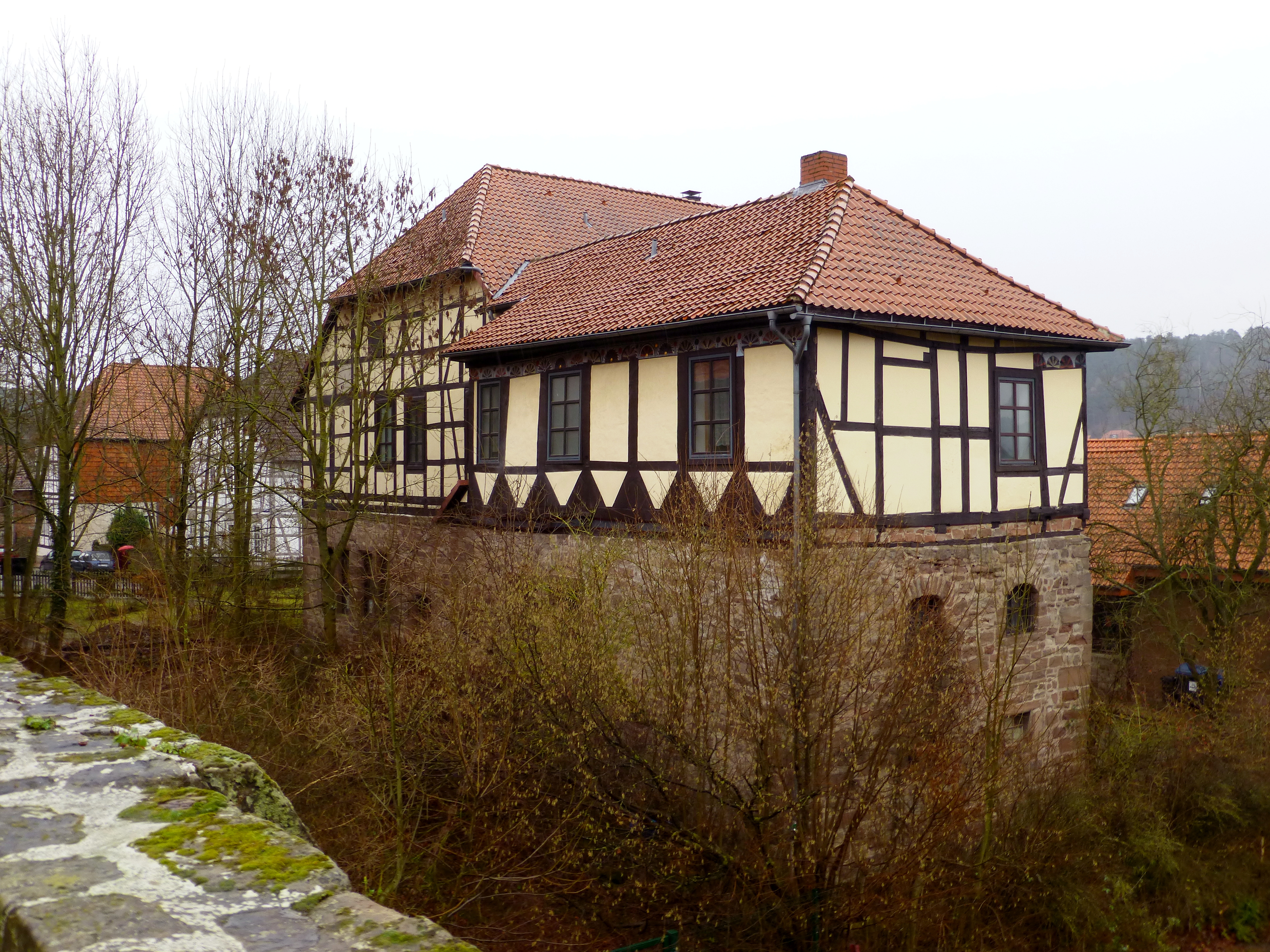
2. Burgmannshof der Burg Hardeg in Hardegsen (ca. 1560, im Kern mittelalterlich)